# Apristurus microps
Apristurus microps és un peix de la família dels esciliorrínids i de l'ordre dels carcariniformes.

## Morfologia
Els mascles poden arribar als 61 cm de longitud total.

## Reproducció
És ovípar.

## Distribució geogràfica
Es troba a les costes d'Islàndia, Sud-àfrica i Gran Bretanya.